# Марія Богородиця (дзвін)

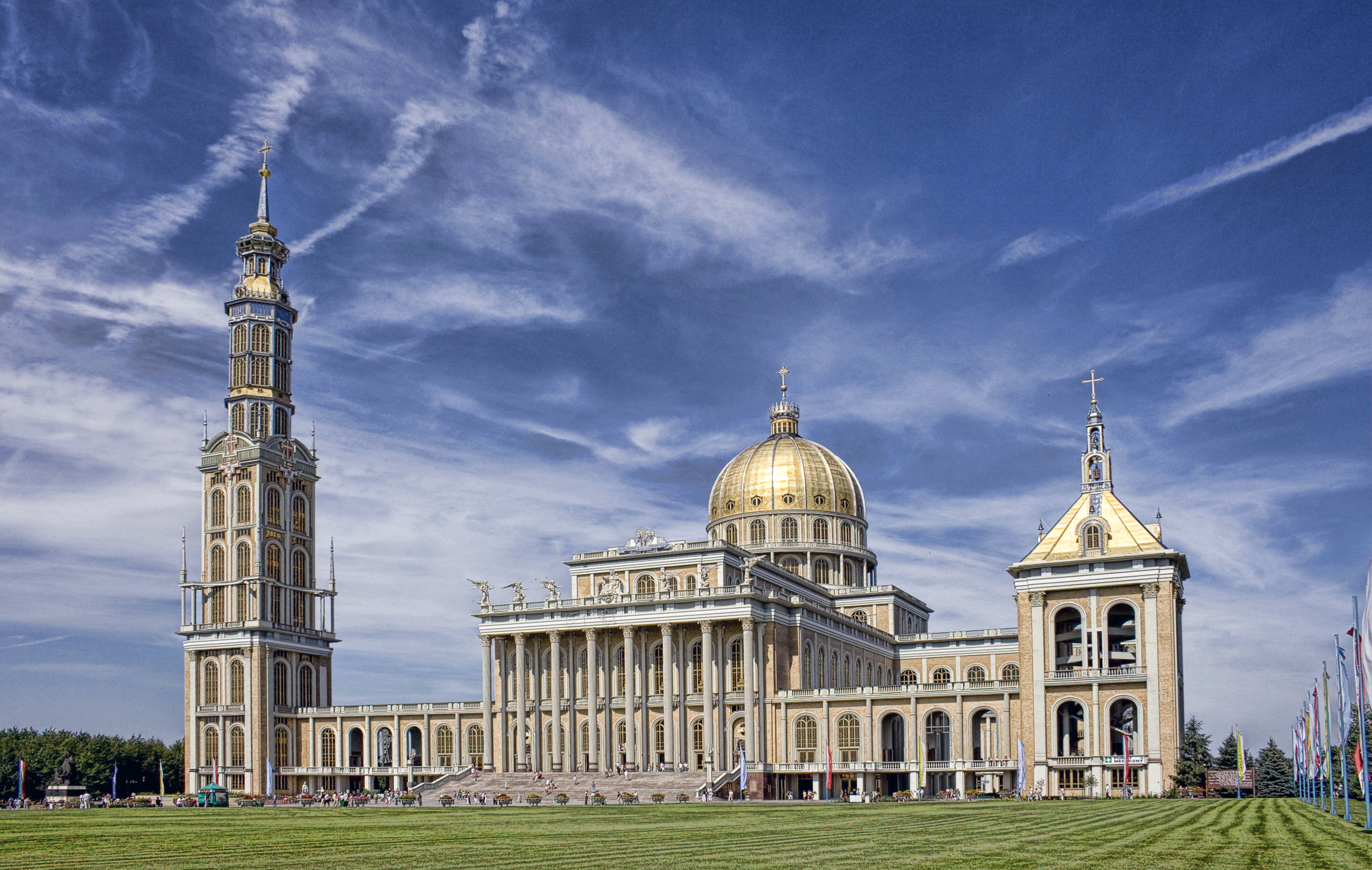
Базиліка Пресвятої Богородиці Ліхенської, Ліхень-Старий, Польща. Дзвін знаходиться у дзвіниці ліворуч.

Марі́я Богоро́диця (пол. Dzwon Maryja Bogurodzica) — назва дзвону, розташованого у дзвіниці базиліки Пресвятої Богородиці Ліхенської в населеному пункті Ліхень-Старий Великопольського воєводства, Польща. З 2000 року дзвін є найбільшим дзвоном у Польщі. Він звучить щоденно о 12:00.

## Історія
Ініціатором встановлення дзвону був настоятель базиліки Пресвятої Богородиці Ліхенської священник Еугеніуш Макульський. Дзвін був виготовлений у 1999 році італійською ливарною компанією «Capanni». 19 листопада 1999 року був доставлений в Ліхень-Старий.
25 червня 2000 року дзвін освятив апостольський нунцій Юзеф Ковальчик.

## Технічні характеристики
- Висота: 4 м.
- Діаметр: 3,12 м.
- Вага дзвону з хомутом: 19 тонн.
- Вага дзвону без мови: 14,777 тонн.
- Вага язтка: 400 кг.
- Тон: C °

До 2000 року найбільшим дзвоном в Польщі був дзвін Сигізмунд, який знаходиться у вежі Сигізмунда собору святих Станіслава і Вацлава у Кракові.

## Опис
На дзвоні зображено шість гербів, кожен з яких відображає характерну епоху історії Польщі: герби династії Ягеллонів, Владислава II Ягайла, Стефана Баторія, Казимира III Великого, Івана Павла II, II і III Польської Республіки.
Верхня і нижня частина дзвону прикрашена рослинним орнаментом. На дзвоні розміщено напис польською мовою:
«Ім'я моє — Марія Богородиця. Я покликаний жити, щоб на землі через дві тисячі років дякувати Богові за Народження Його Сина Ісуса Христа і дякувати Божій Матері в третьому тисячолітті від всього польського народу і усього світу.

До моєї ікони в цій церкві буде приходити весь польський народ й буде черпати для себе силу благодаті з рук моїх в часи важких випробувань.
Коли з далекої Італії я прибув в Ліхень-Старий в 1997 році, відзначалося 1000 років із дня смерті святого Войцеха. Папою Римським був поляк Іван Павло II, примасом Польщі — кардинал Юзеф Глемп, вроцлавським єпископом — Броніслав Дембовський, представником у Римі — ксьондз Адам Бонецький, відповідальним за маріан в Польщі — священник Ян Рокош, настоятелем в Ліхені-Старому — священик Еугеніуш Макульський.
Моїм покликанням є проголошення хвали Всемогутньому Богу, поклоніння Непорочній Марії, заклики до Божої служби, скорботи і плачу за померлими, щоб виганяти злих духів з цього місця і від всього польського народу».
Оригінальний текст (пол.)
[«Imię moje Maryja — Bogurodzica. Powołano mnie do życia, aby Bogu Ojcu dziękować za Narodzenie się Jego Syna Jezusa Chrystusa na ziemi dwa tysiące lat temu, aby dziękować Matce Bożej za objawienie się w Licheniu 150 lat temu, aby uprosić pokój i błogosławieństwo Trójcy Świętej na Trzecie Tysiąclecie dla Polskiego Narodu i świata całego.
Do mego Obrazu w tym kościele będzie przychodził cały Mój Naród i będzie czerpał moc łask z rąk moich w najtrudniejszych dla siebie czasach (К моей иконе в этой церкви будет приходить весь польский народ, который будет черпать для себя силу благодати из рук моих в часы трудных испытаний.
Gdy z dalekich Włoch przybyłam do Lichenia był rok 1997. 1000 lat od śmierci św. Wojciecha. Papieżem był Polak — Jan Paweł II, prymasem Polski — ks. Kardynał Józef Glemp, Biskupem włocławskim — ks. Bronisław Dembowski, generałem Marianów w Rzymie — ks. Adam Boniecki, Przełożonym Marianów w Polsce — ks. Jan Rokosz, Proboszczem w Licheniu — ks. Eugeniusz Makulski.

Powołał mnie do życia Naród Polski, abym głosił Chwałę Wszechmogącego Boga, wielbił Maryję Niepokalaną, Żyjących wzywał do Służby Bożej, żegnał i płakał za umarłymi, abym odpędził złe duchy od tego miejsca i całego Polskiego Narodu».] Помилка: [undefined] Помилка: {{Lang}}: немає тексту (допомога): текст вже має курсивний шрифт (допомога)